# Dissotis romiana
Dissotis romiana är en tvåhjärtbladig växtart som beskrevs av De Wild.. Dissotis romiana ingår i släktet Dissotis och familjen Melastomataceae. Inga underarter finns listade i Catalogue of Life.